# Madonna di Galloro
(Emanuele Lucidi, Memorie storiche dell'antichissimo municipio ora terra dell'Ariccia, e delle sue colonie di Genzano e Nemi, parte II cap. IV p. 350 (Roma 1796).)

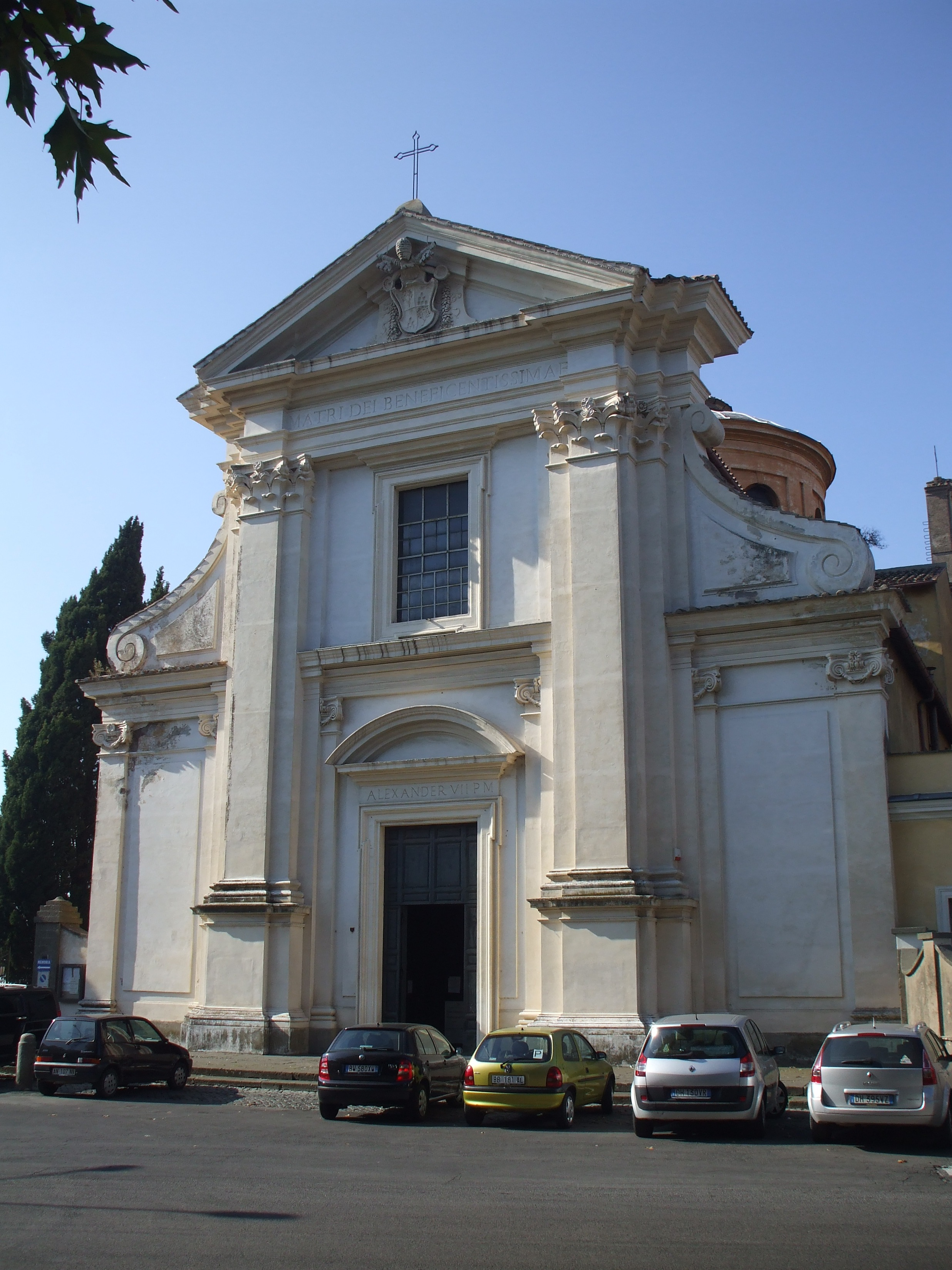
Il santuario di Santa Maria di Galloro.

La Madonna di Galloro è una conosciuta immagine mariana venerata presso il santuario di Santa Maria di Galloro nella località di Galloro ad Ariccia, nella città metropolitana di Roma Capitale, nel Lazio.
L'immagine, artisticamente parlando, è una realizzazione piuttosto grezza data attorno al X secolo: tuttavia le sono stati attribuiti, a partire dal Seicento, una serie di notevoli miracoli a vantaggio dell'intera comunità ariccina o di singoli pellegrini, anche provenienti da luoghi diversi d'Italia. Il santuario di Santa Maria di Galloro, che è dedicato alla sacra immagine, è inoltre importante dal punto di vista architettonico per via di alcuni interventi effettuati su commissione di papa Alessandro VII ad opera di Gian Lorenzo Bernini.

## Storia
(Arciprete Sorentini, Storia minuta dell'Ariccia, 1662, in Emanuele Lucidi, Memorie storiche dell'illustrissimo municipio ora terra dell'Ariccia, e delle sue colonie di Genzano e Nemi, parte II cap. IV pp. 351-352.)

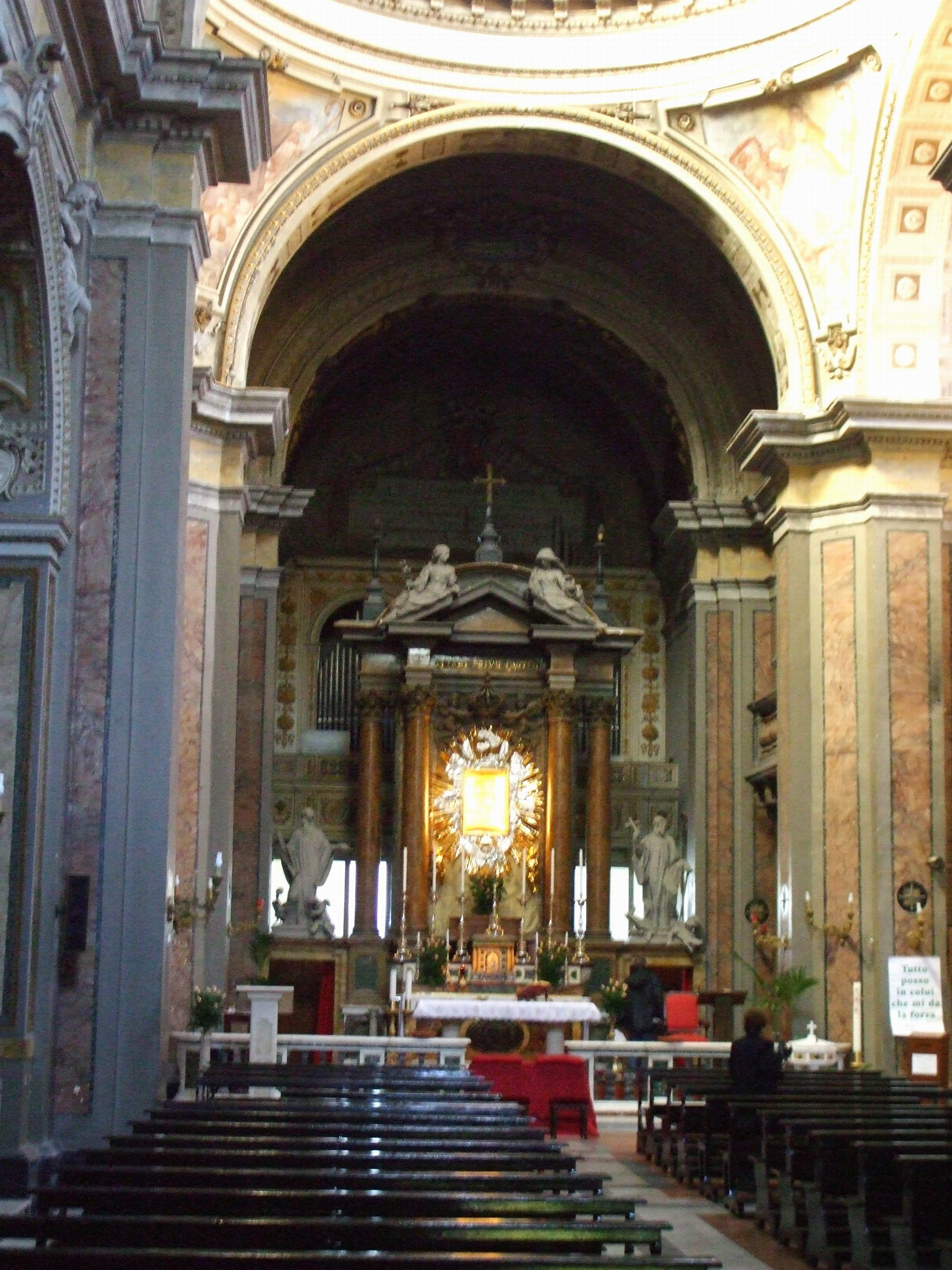
La navata centrale del santuario: dietro l'altare, l'immagine.

L'immagine della Madonna era collocata in origine presso un fosso che separava la Monticella grande (oggi Colle Pardo, 480 m s.l.m. circa) dalla Monticella piccola (oggi Galloro, 429 m s.l.m.). Lo storico ariccino Emanuele Lucidi ipotizza che questa icona, assieme ad altre due nel territorio ariccino, sia stata realizzata in un'epoca imprecisata dai canonici regolari della Collegiata di Ariccia per delimitare il confine delle terre di proprietà del capitolo con le terre di proprietà baronale. Secondo altri storici locali, invece, l'immagine sarebbe stata collocata dai monaci basiliani nelle terre di proprietà dell'Abbazia di Santa Maria di Grottaferrata che nel corso del Quattrocento fu feudataria di Ariccia, e già dal 1233 aveva beni stabili nel territorio ariccino.
Alla fine del Cinquecento la venerazione del popolo di Ariccia verso l'immagine era ancora molto sentita, tanto che Artemisia Savelli, moglie del duca Mario Savelli, essendo affetta da una malattia fece voto di far costruire attorno all'immagine una cappella in pietra; tuttavia i canonici della collegiata, proprietari del terreno, si opposero a questo proposito non appena seppero che la duchessa avrebbe apposto sulla cappella lo stemma dei Savelli. In seguito a questo episodio disdicevole, il canonico ariccino Gian Pietro Arzani in una memoria minuta riportata dal Lucidi ipotizza che la devozione popolare verso l'immagine sia andata progressivamente scemando, fino a che all'inizio dei Seicento scomparve del tutto nella popolazione locale la memoria dell'immagine.
Il 9 febbraio 1622, prima domenica di Quaresima, un fulmine cadde sulla piazza di Ariccia mentre i fedeli uscivano dalla Collegiata, seminando terrore nella popolazione. Non ci furono vittime, ma il prodigio venne attribuito a posteriori alla Madonna di Galloro, indispettita per la scarsa considerazione del popolo ariccino verso la sua immagine.
Il "primo devoto" della Madonna di Galloro, considerato il suo "scopritore", fu un bambino di origine toscane, tale Sante Bevilacqua, che nel marzo 1623 (o nel marzo 1621 secondo altri storici) avrebbe scoperto nel fosso tra Monticella piccola e Monticella grande l'immagine in abbandono, mentre andava cercando luppoli per le campagne.
In breve, grazie alla scoperta fatta dal bambino, la comunità ariccina tornò a venerare l'immagine, anche in seguito ad un miracoloso salvataggio dello stesso Sante Bevilacqua dalla morte, e la fama dell'immagine si espanse in tutta Italia, come afferma nella sua memoria minuta l'arciprete Sorentini:
(Arciprete Sorentini, Storia minuta dell'Ariccia, traduzione di Giuseppe Boerio in Giuseppe Boero, Istoria del Santuario della Beatissima Vergine di Galloro, p. 18.)

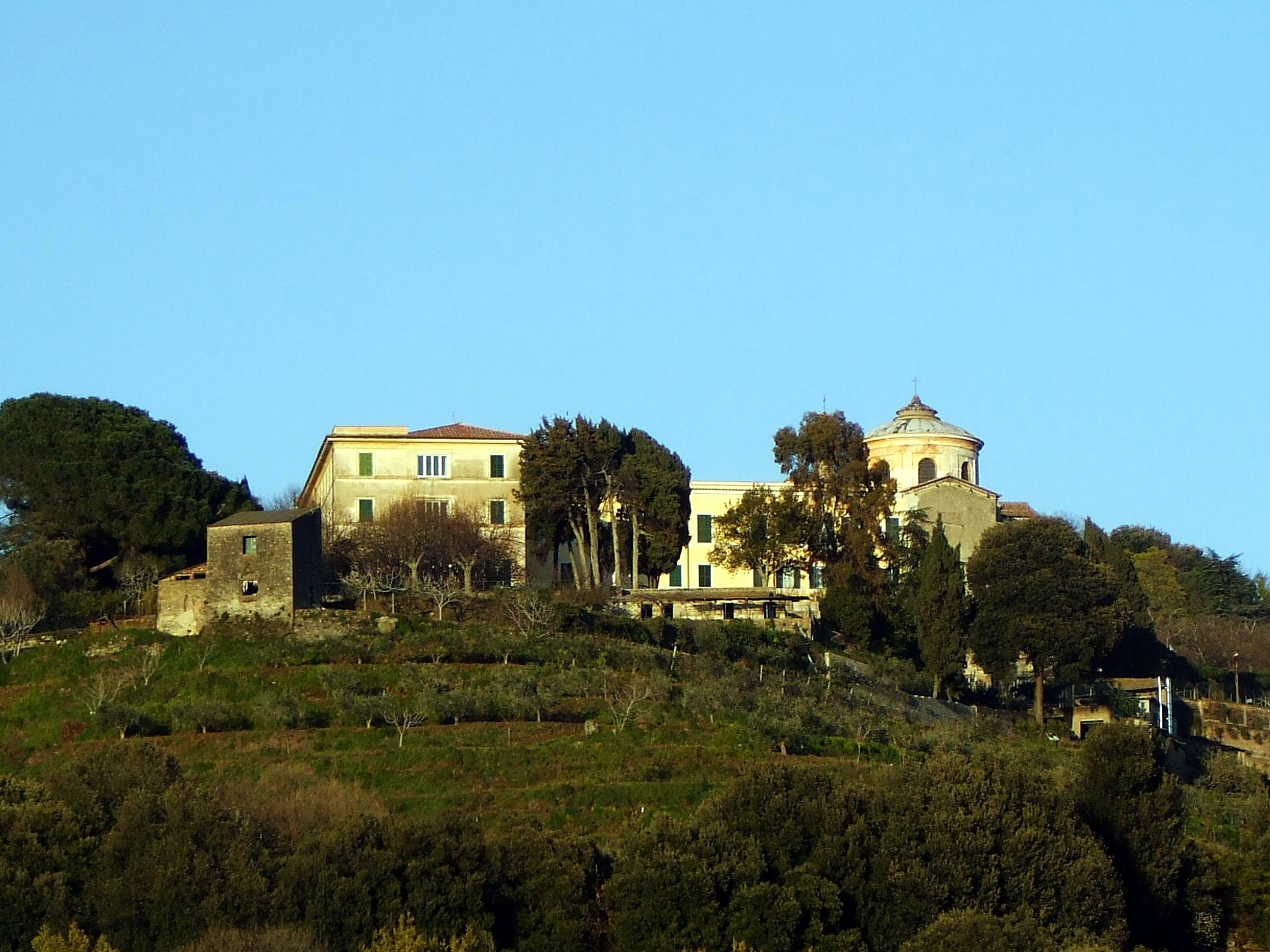
Il santuario ed il convento dei padri gesuiti visti da Vallericcia.

Il canonico ariccino Polidoro Polidori, originario di Frascati, maturò l'intenzione di consacrare una cappella alla Madonna di Galloro: e il 3 maggio 1623 la cappella venne inaugurata, con una solenne processione di fedeli provenienti non solo da Ariccia ma anche dai diverse località dei Castelli Romani: il custode della cappella fu don Francesco Barzante, mentre Sante Bevilacqua si offerse spontaneamente come chierico.
La grande popolarità acquisita dall'immagine e il grande afflusso di pellegrini spinse due privati, Cesare Bianchi e Pietro Bianchini, a richiedere lo "jus exercendi hospitium" (il diritto di aprire un'osteria) ai Savelli feudatari del luogo per costruire una nuova osteria in prossimità del sito della cappella, "in loco nuncupato le Monticelle sito in territorio Ariciae iuxta suos fines".
Assieme al grande afflusso di pellegrini, si ebbe anche un grande afflusso di lasciti e di elemosine: il 23 luglio 1623 Prudenza Petrini, vedova di Giulio e residente in Frascati, morendo lasciò tutti i suoi averi alla Madonna di Galloro "pro salutis animae dictae testatricis Missam unam [...] in perpetuum a die obitus ipsius inchoando". Così, si rese necessario istituire l'ufficio di un depositario delle offerte: il primo fu Ottavio Vanni, arcidiacono della basilica cattedrale di San Pancrazio ad Albano Laziale: questi raccolse in cassa in breve tempo ben 36.000 scudi pontifici, con i quali si pensò di realizzare una dignitosa chiesa alla Madonna di Galloro.
Il cardinale vescovo della sede suburbicaria di Albano Giovanni Battista Deti pose la prima pietra del nuovo santuario di Santa Maria di Galloro il 15 agosto 1624: domenica 15 maggio 1633, giorno di Pentecoste, l'immagine della Madonna di Galloro venne solennemente traslata dall'antica cappella situata nel fondo del fosso al nuovo imponente santuario edificato sulla sommità della Monticella piccola.
L'imponente traslazione della sacra immagine, con la partecipazione di tutte le confraternite più importanti della sede suburbicaria di Albano e della sede suburbicaria di Frascati, venne seguita da una lunga esposizione dell'effigie durata fino al 2 giugno 1633. Da allora la Madonna di Galloro è custodita nel proprio santuario e ne ha seguito le vicende fino ai tempi moderni.

## Descrizione
L'immagine è dipinta su un masso di peperino su cui è stato steso un sottile strato di calce. La Madonna  è seduta, vestita di una tunica verde e di un mantello rosso: nella mano sinistra tiene tre rose per il gambo, mentre con la destra sorregge il Bambino che è vestito d'oro e a sua volta con una mano benedice e con l'altra sorregge un globo dorato che simboleggia il mondo.
Secondo padre Guglielmo Della Valle, frate minore conventuale ed esperto d'arte vissuto nel Settecento, il dipinto è databile attorno al X secolo.

## Miracoli attribuiti
(Pietro Massari, Memoria del voto alla Madre di Dio "Madonna di Galloro" 1656-2006 (Ariccia 8 dicembre 2006).)